# Isaac Deutscher
Isaac Deutscher (auch: Isaak Deutscher; * 3. April 1907 in Chrzanów, Galizien, Österreich-Ungarn; † 19. August 1967 in Rom) war ein polnisch-britischer Schriftsteller, Journalist und Historiker des Kommunismus.

## Leben
Isaac Deutscher entstammte einem jüdisch-orthodoxen Elternhaus. Seine Vorfahren waren im 16. Jahrhundert von Fürth nach Galizien ausgewandert.
Der junge Deutscher wurde nach den Grundsätzen des orthodoxen Judentums erzogen, erlernte Thora, Talmud und die hebräische Sprache und zeigte zunächst auch Interesse für den Zionismus. Um die Zeit seiner Bar Mitzwa verlor er jedoch seinen Glauben, als er, um „Gott zu prüfen“, am Grabe eines Zaddik unkoscheres Essen aß und in der Folge, als nichts passierte, zum Atheisten wurde. Mit 16 Jahren veröffentlichte er in einer polnischen literarischen Zeitschrift jiddische und polnische Verse meist mystischen Inhalts und übersetzte hebräische, lateinische, deutsche und jiddische Beiträge ins Polnische. Seinen Lebensunterhalt verdiente er bis 1939 vor allem als Korrektor.
1926 schloss er sich der Kommunistischen Partei Polens an, die unter Piłsudskis Militärdiktatur in den Untergrund gedrängt worden war. Auch während seiner Militärdienstzeit in den Jahren 1929/30 agitierte er für die Partei. Er gab eine jiddisch-sozialistische Zeitung heraus und schrieb für die kommunistische Presse. 1932 wurde er aus der Partei ausgeschlossen, weil er die kommunistische Parteilinie in Deutschland kritisiert hatte, dass Sozialdemokratie und Nationalsozialismus keine Gegner, sondern Zwillinge seien, wobei die Hauptstoßrichtung eher gegen die Sozialdemokratie als die Nationalsozialisten ging.
Deutscher war anschließend Mitglied der Linken Opposition der polnischen KP, die sich zeitweilig der von Leo Trotzki geführten Linken Opposition in der UdSSR anschloss. Als Trotzki im September 1938 die Vierte Internationale gründete, stimmte die polnische Gruppe auf dem Gründungskongress dagegen. Die beiden Delegierten folgten in ihrer Begründung Deutschers Argumentation, der diesen Schritt als „verfrüht“ ablehnte. Deutscher trat anschließend aus der Gruppe aus und schloss sich niemals wieder einer politischen Partei an.
Im August 1936 schrieb Deutscher unter dem Titel The Moscow Trial eine Broschüre über den ersten Moskauer Schau-Prozess, in der er Methoden und Inhalt des Prozesses gegen Sinowjew, Kamenew und andere als Propagandaschwindel entlarvte. Im April 1939 verließ er Polen und ging als Korrespondent einer polnischen Zeitung nach London. Deutscher begann dort, politische Kommentare zu schreiben, in denen er die Stalinsche Außenpolitik und dessen Kriegsziele aus einer sozialistischen Position kritisierte.
Im Herbst 1940 meldete sich Deutscher zur polnischen Exilarmee unter der Führung von Władysław Sikorski, die in Schottland Militärbasen unter eigener Souveränitat hatte. Er wurde dort als verdächtige Person in ein von der polnischen Exilregierung unterhaltenes Internierungslager geschickt, in dem überwiegend politisch Verdächtige, Homosexuelle und Juden interniert waren. Laut Deutschers Biographen Ludger Syré sei das Lager Ladybank bei Kircaldy „kein eigentliches Straflager“ gewesen, allerdings sei beabsichtigt gewesen, ihn als „gefährlichen roten Rebellen“ „ruhig zu halten“ und man ließ „ihn schwere Munitionskisten schleppen“. Deutscher nutzte den Lageraufenthalt zum Erlernen der englischen Sprache und richtete im Lager einen „Übersetzerdienst“ für die Organisation neuester Nachrichten ein.
Anfang 1942 wurde er aus der Armee entlassen und ging im Februar desselben Jahres nach London, wo er als Journalist bei den führenden englischen Wochenzeitungen The Observer (1942–1947) und The Economist (1942–1949) arbeitete. Im Zweiten Weltkrieg wurden seine Eltern und zwei seiner Geschwister von den Nationalsozialisten nach Auschwitz deportiert und dort umgebracht.
1947 heiratete er die Journalistin und Sekretärin der polnischen Journalisten-Union, Tamara Frimer. Mit Beginn des Kalten Krieges (1946) wandte sich Deutscher vom Tagesjournalismus weitgehend ab und begann mit größeren historischen Forschungsarbeiten. 1949 veröffentlichte er seine Stalin-Biographie, die in 12 Sprachen übersetzt wurde. 1954 bis 1963 erschien sein Hauptwerk, die dreibändige Biographie Trotzkis.
Mitte der 1960er Jahre engagierte sich Deutscher aufseiten der „Neuen Linken“ gegen den Vietnamkrieg und beteiligte sich an der Arbeit des „Russell-Tribunals“. Er war Gastprofessor an mehreren US-amerikanischen Universitäten sowie nach dem Beginn des Vietnamkriegs einer der prominenten Vertreter der sogenannten Teach-in-Bewegung.
Seit 1969 wird in Erinnerung an Isaac Deutscher einmal jährlich der Deutscher Memorial Prize für herausragende marxistisch orientierte Publikationen verliehen.

## Werke (Erstausgaben in deutscher Sprache)
- Stalin. Die Geschichte des modernen Russland. Zürich 1951.
- Stalin. Eine politische Biographie. Kohlhammer, Stuttgart 1962 (Original: Stalin, a Political Biography. Erste Ausgabe, Oxford University Press, London u. a. 1949).

Erste vollständige, um das XV. Kapitel – Stalins letzte Jahre – erweiterte deutsche Neuausgabe der 2. englischen Ausgabe von 1966, 2 Bände, Olle&Wolter, Berlin 1978, ISBN 3-88395-401-2.
- Trotzki. Stuttgart 1962–1963 (3 Bände), deutsch von Harry Maòr (Original: The Prophet Armed 1954, The Prophet Unarmed 1959 und The Prophet Outcast 1963).
- Die unvollendete Revolution. 1917–1967. Frankfurt/Main 1967 (Original: The Unfinished Revolution: Russia 1917–1967 1967).
- Der israelisch-arabische Konflikt. (= Voltaire Flugschrift. 21). Edition Voltaire, Frankfurt a. M. 1968.
- Lenins Kindheit. Frankfurt/Main 1973.
- Marxismus und die UdSSR. Frankfurt/Main, 1974.
- Die ungelöste Judenfrage. Zur Dialektik von Antisemitismus und Zionismus. Berlin 1977.
- Reportagen aus Nachkriegsdeutschland. Hamburg 1981.
- Unabhängige Kommunisten. Der Briefwechsel zwischen Heinrich Brandler und Isaac Deutscher 1949 bis 1967. Berlin 1981, herausgegeben von Hermann Weber.
- Zwischen den Blöcken. Der Westen und die UdSSR nach Stalin. Hamburg: Junius, 1982, ISBN 3-88506-119-8.
- Der nichtjüdische Jude. Essays. Aus dem Englischen von Eike Geisel und Mario Offenberg, Rotbuch-Verlag, Berlin 1988, ISBN 3-88022-726-8. Neuausgabe Verlag Klaus Wagenbach, Berlin 2023, ISBN 978-3-8031-2863-8.

## Weitere Werke
- The Moscow Trial. 1936
- Russia and the West. 1960
- The Non-Jewish Jew. And Other Essays. 2017 (zuerst 1968)
- The Russian Revolution. In: The New Cambridge Modern History. Band 12, 1968.